# Francisco Antonio Maurelle

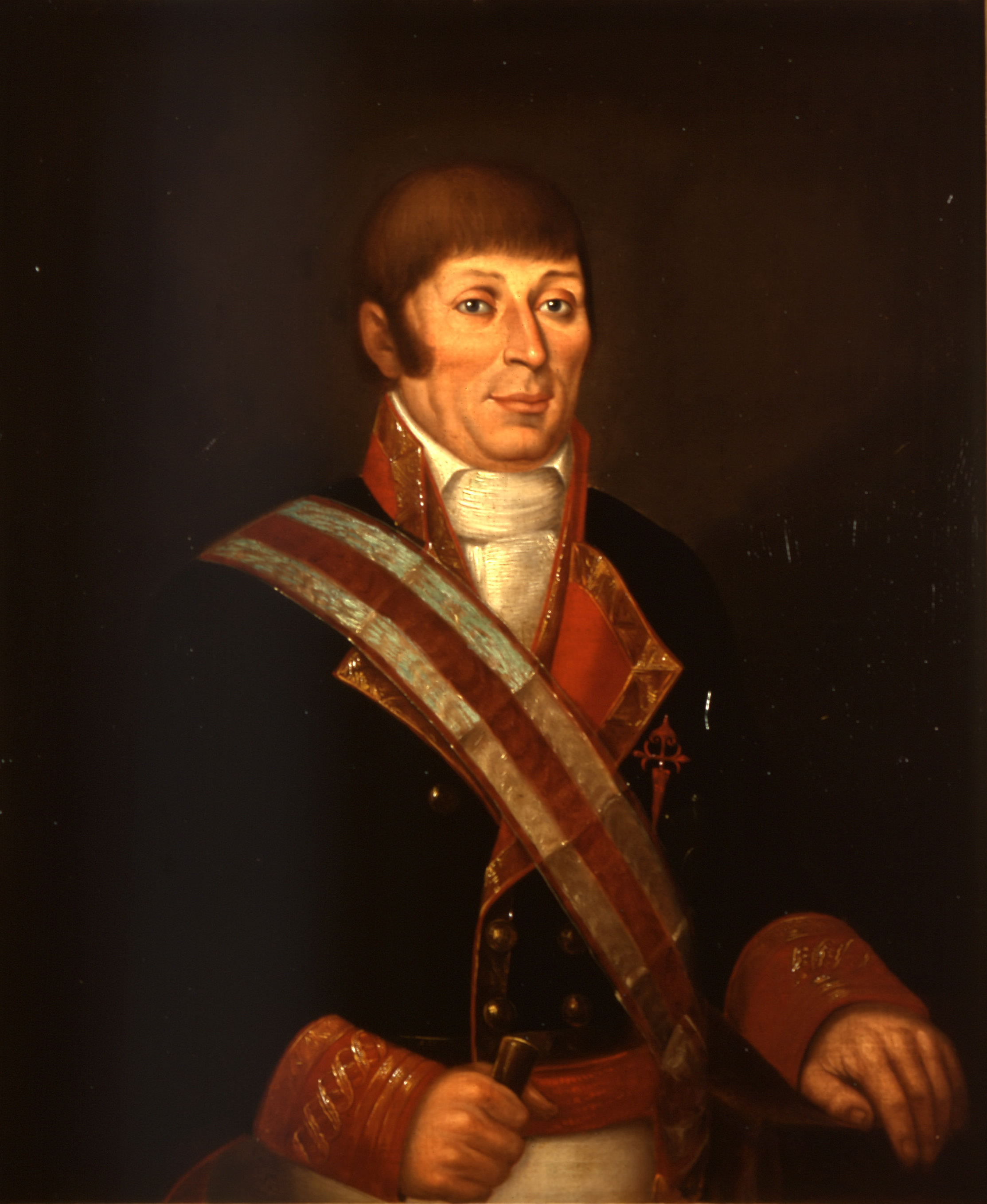
Francisco Antonio Mourelle

Francisco Antonio Mourelle de la Rúa (ofta även Maurelle), född 17 juli 1750  (eller möjligen 1754 ) i San Adrian de Corme nära La Coruña, Spanien, död 24 maj 1820 i Cádiz , Spanien, var en spansk sjöfarare och upptäcktsresande som betraktas som upptäckaren av en rad öar i södra Stilla havet. Hans förmåga att göra noggranna anteckningar under sina resor gjorde honom känd även utanför Spanien, framför allt i England och Frankrike där namnet förvanskades till Maurelle.

## Mourelles tidiga liv
Endast lite är känd av Mourelles tidiga liv, han har dock mönstrad på i den spanska flottan i unga år kring 1768 och tjänstgjorde senare kring Guyana, Trinidad och andra platser i Västindien innan han 1774 hamnade i den spanska örlogsbasen San Blas i Nayaritprovinsen på Mexikos Stillahavskust.

## Expeditionerna i Stilla Havet

### 1775
Mourelle utsågs att delta i en expedition i syfte att utforska den norra Stillahavskusten under befäl av Bruno de Heceta på fartyget "Santiago" och Juan Francisco de la Bodega y Quadra på fartyget "Sonora" där Mourelle tjänstgjorde som Quadras navigatör.
Den 16 mars 1775 lämnade expeditionen  San Blas tillsammans med ett tredje fartyg "San Carlos" under befäl av Manuel Manrique. "San Carlos" skulle följa med norrut till Monterey för att sedan utforska San Franciscoviken.
Den 29 juli skiljdes fartygen under en storm och "Santiago" fortsatte nu söderut medan "Sonora" satte kurs norrut där de slutligen nådde Rada de Bucareli (Bucareli Bay) i Alexanderarkipelagen i Alaska. Här sökte man en tid efter Nordvästpassagen och upptäckte bland annat Kruzof Island innan man återvände söderut.
Expeditionen nådde åter till Monterey, Kalifornien i oktober och anlände till San Blas den 20 november 1775. Mourelles anteckningar hamnade sedermera även i brittiska händer och användes av kapten James Cook under dennes upptäcktsresor i regionen.

### 1779
Mourelle utsågs att delta i ny en expedition i syfte att utforska den norra Stillahavskusten, då under befäl av Ignacio de Arteaga på fartyget "Favorita" och Juan Francisco de la Bodega y Quadra på fartyget "Princesca" där Mourelle återigen tjänstgjorde som Quadras navigatör.
Den 11 februari 1779 lämnade expeditionen  San Blas och nådde Hinchinbrook Island i Alaskagolfen i juli. Här utforskade man bland annat området i Cook Inlet, Prince William Sound och Kenaihalvön där man utropade en rad nya platser till spanskt territorium innan man åter vände söderut.
Expeditionen nådde åter till San Francisco i september och anlände efter en längre vila till San Blas den 25 november 1779.

### 1780–1781
Under det Amerikanska revolutionskriget förklarade 1780 även Spanien krig och Mourelle beordrades att segla fartyget "Princesca"   till Manila i Filippinerna. Under resan utforskade han delar av såväl Mikronesien, Melanesien och Polynesien och upptäckte en rad nya öar, bland andra Hermitöarna i Bismarckarkipelagen, Fonualei bland Vava'uöarna den 26 februari 1780  och Nanumanga bland Tuvaluöarna. Mourelle anlände åter till San Blas i slutet av 1781.

## Mourelles senare liv
Mourelle fortsatte med upptäcktsresor under sin tid i San Blas med resor till Vancouver Island i Georgiasundet 1792 och ända till Kanton i Kina.
1793 återvände han till Europa där han deltog i Napoleonkrigen. Mourelle befordrades flera gånger för att 1811 utses till kommendör.
Mourelle dog den 24 maj 1820 i Cádiz.